# Cyrtarachne tricolor
Cyrtarachne tricolor là một loài nhện trong họ Araneidae.
Loài này thuộc chi Cyrtarachne. Cyrtarachne tricolor được Carl Ludwig Doleschall miêu tả năm 1859.